# ア・バーニャ

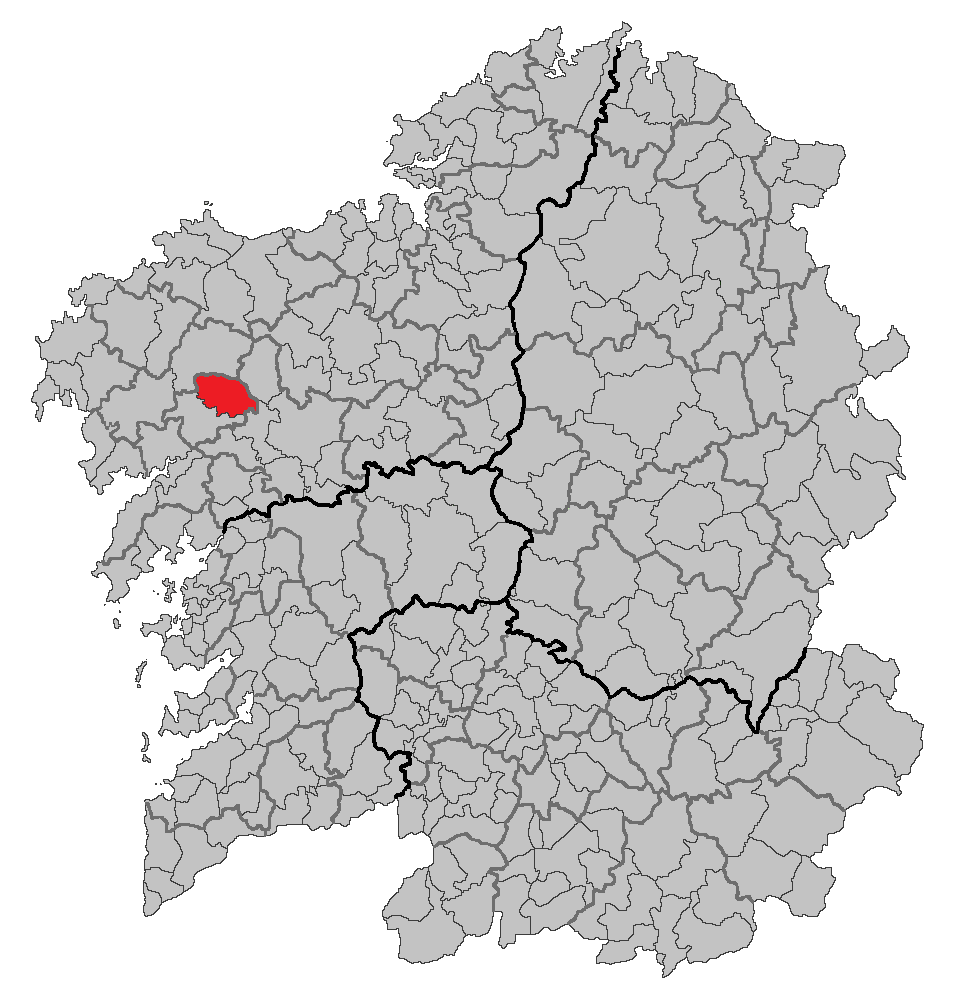

ア・バーニャ（A Baña）はスペイン、ガリシア州、ア・コルーニャ県の自治体、コマルカ・ダ・バルカーラに属する。ガリシア統計局によると、2010年の人口は4,320人（2009年：4,415人、2006年：4,652人、2005年：4,802人、2004年：4,888人、2003年：5,036人）となっている。 住民呼称は、男女同形のbañense。カスティーリャ語表記はLa Baña。
ガリシア語話者の自治体人口に占める割合は99.02％（2001年）。

## 地理
ア・バーニャはア・コルーニャ県の西部に位置し、コマルカ・ダ・バルカーラに属する。北から東にかけてはサンタ・コンバと、北東はバル・ド・ドゥブラと、東はアメスと、南はネグレイラの各自治体と接する。自治体の中心地区はア・バーニャ教区のサン・ビセンソ地区。
ア・バーニャはネグレイラ司法管轄区に属す。

### 人口
| ア・バーニャの人口推移 1900－2010                       |
|                                                         |
| 出典:INE（スペイン国立統計局）1900年 - 1991年、1996年 - |

## 歴史
地名のAvaniaについての最も古い言及は、ロウサーメにあるサントス・シュスト・エ・パストール・デ・トショソウトス修道院の1153年の古文書の中に記録されている、またサンティアゴ・デ・コンポステーラ大聖堂のトゥンボBと呼ばれる文書集にもあらわれている（1209年）。

## 政治
自治体首長はガリシア国民党（PPdeG）のホセ・アンドレス・ガルシーア・カルデーソ（José Andrés García Cardeso）、自治体評議員はガリシア国民党：7、ガリシア社会党（PSdeG-PSOE）：4となっている（2011年5月22日自治体選挙結果、得票順）。 
| 1999年6月13日自治体選挙 |        |        |          |
| 政党                    | 得票数 | 得票率 | 獲得議席 |
| PPdeG                   | 2,205  | 69.09% | 9        |
| BNG                     | 536    | 16.07% | 2        |
| PSdeG-PSOE              | 472    | 14.15% | 2        |

| 2003年5月25日自治体選挙 |        |        |          |
| 政党                    | 得票数 | 得票率 | 獲得議席 |
| PPdeG                   | 1,925  | 56.06% | 8        |
| PSdeG-PSOE              | 1,184  | 34.48% | 4        |
| BNG                     | 295    | 8.59%  | 1        |

| 2007年5月27日自治体選挙 |        |        |          |
| 政党                    | 得票数 | 得票率 | 獲得議席 |
| PPdeG                   | 1,742  | 48.59% | 6        |
| PSdeG-PSOE              | 1,554  | 43.35% | 5        |
| BNG                     | 268    | 7.48%  | 0        |

| 2011年5月22日の自治体選挙 |        |        |          |
| 政党                      | 得票数 | 得票率 | 獲得議席 |
| PPdeG                     | 1,743  | 56.14% | 7        |
| PSdeG-PSOE                | 1,127  | 36.30% | 4        |
| BNG                       | 212    | 6.83%  | 0        |

## 教区
ア・バーニャは15の教区に分けられる。太字は自治体中心地区のある教区。
- ア・バーニャ（サン・ビセンソ）
- バルカーラ（サン・ショアン）
- オ・バーロ（サンタ・マリーニャ）
- カバーナス（サン・ミゲル）
- コルネイラ（サン・クリストーボ）
- ア・エルミーダ（サン・サルバドール）
- フィオパンス（サン・ペドロ）
- ラーニャス（サンタ・バイア）
- マルセージェ（サンタ・クリスティーナ）
- オルドエステ（サンタ・マリーア）
- ア・リーバ（サン・ショアン）
- サン・シブラン・デ・バルカーラ（サン・シブラン）
- サナメーデ・ド・モンテ（サン・マメーデ）
- スエボス（サン・マメーデ）
- トロイトセンデ（サンタ・マリーア）